# Testo unico sulla sicurezza nei luoghi di lavoro
Il testo unico in materia di salute e sicurezza nei luoghi di lavoro (noto anche con l'acronimo TUS o TUSL) è un complesso di norme della Repubblica Italiana, in materia di salute e sicurezza sul lavoro, emanate con il decreto legislativo del 9 aprile 2008, n. 81.

## Storia
Le prime disposizioni sulla sicurezza sul lavoro in Italia furono introdotte in Italia nel 1930 con il 
codice Rocco (art. 437) e nel codice civile del 1942 (art. 2087) mentre le prime leggi specifiche sull'argomento risalgono agli anni cinquanta, in particolare il D.P.R. 27 aprile 1955, n. 547; il D.P.R. 7 gennaio 1956 n. 164; (relativo all'edilizia) e il D.P.R. 19 marzo 1956, n. 303.
La direttiva 89/391/CEE e le otto direttive particolari previste dall'art. 16 della stessa direttiva (tra le quali spicca per importanza la direttiva 92/57/CEE) già dettavano disposizioni più "moderne" di gestione della sicurezza sui luoghi di lavoro, in particolar modo per i settori più pericolosi, come l'edilizia. Prevedevano, tra l'altro, la redazione di un "piano di sicurezza" e la scelta di un coordinatore della sicurezza. In seguito, il d.lgs 19 settembre 1994, n. 626 e il d.lgs. 14 agosto 1996, n. 494 recepirono le direttive europee di cui sopra.
Successivamente, in attuazione dell'articolo 1 della Legge 3 agosto 2007, n. 123, venne emanato il testo unico sulla sicurezza sul lavoro, più volte integrato e modificato nel corso del tempo, come ad esempio dal Decreto legislativo 3 agosto 2009, n. 106 e da successivi ulteriori decreti. 

## Struttura
Si suddivide in tredici titoli e in n. 306 articoli:
- Titolo I (artt. 1÷61) - Principi comuni (Disposizioni generali, Sistema istituzionale, Gestione della prevenzione nei luoghi di lavoro, Disposizioni penali)
- Titolo II (artt. 62÷68) - Luoghi di lavoro (Disposizioni generali, Sanzioni)
- Titolo III (artt. 69÷87) - Uso delle attrezzature di lavoro e dei dispositivi di protezione individuale (Uso delle attrezzature di lavoro, uso dei dispositivi di protezione individuale, impianti e apparecchiature elettriche)
- Titolo IV (artt. 88÷160) - Cantieri temporanei o mobili (Misure per la salute e sicurezza nei cantieri temporanei e mobili, Norme per la prevenzione degli infortuni sul lavoro nelle costruzioni e nei lavori in quota, sanzioni)
- Titolo V (artt. 161÷166) - Segnaletica di salute e sicurezza sul lavoro (Disposizioni generali, Sanzioni)
- Titolo VI (artt. 167÷171) - Movimentazione manuale dei carichi (Disposizioni generali, Sanzioni)
- Titolo VII (artt. 172÷179) - Attrezzature munite di videoterminali (Disposizioni generali, Obblighi del datore di lavoro, dei dirigenti e dei preposti, Sanzioni)
- Titolo VIII (artt. 180÷220) - Agenti fisici (Disposizioni generali, Protezione dei lavoratori contro i rischi di esposizione al rumore durante il lavoro, Protezione dei lavoratori dai rischi di esposizione a vibrazioni, Protezione dei lavoratori dai rischi di esposizione a campi elettromagnetici, Protezione dei lavoratori dai rischi di esposizione a radiazioni ottiche, Sanzioni)
- Titolo IX (artt. 221÷265) - Sostanze pericolose (Protezione da agenti chimici, Protezione da agenti cancerogeni e mutageni, Protezione dai rischi connessi all'esposizione all'amianto, Sanzioni)
- Titolo X (artt. 266÷286) - Esposizione ad agenti biologici (Obblighi del datore di lavoro, Sorveglianza sanitaria, Sanzioni)
- Titolo X-bis (artt. 286 bis÷286 septies) - Protezione dalle ferite da taglio e da punta nel settore ospedaliero e sanitario
- Titolo XI (artt. 287÷297) - Protezione da atmosfere esplosive (Disposizioni generali, Obblighi del datore di lavoro, Sanzioni)
- Titolo XII (artt 298÷303) - Disposizioni diverse in materia penale e di procedura penale
- Titolo XIII (artt. 304÷306) - Disposizioni finali

## Analisi

### Richiamo ai principi costituzionali
Tale decreto legislativo è stato emanato in conformità all'art. 117 della Costituzione Italiana che:
- al comma 3, definisce la tutela e sicurezza del lavoro fra le materie di legislazione concorrente con le Regioni; quindi la potestà legislativa in questa materia spetterebbe alle Regioni, salvo per quanto riguarda la determinazione dei principi fondamentali,  riservata sempre alla legislazione dello Stato;

- al comma 5 prevede l'esercizio del potere sostitutivo dello Stato in caso di inerzia delle Regioni (stabilito nell'art. 120, comma 2 Costituzione) e con il carattere di cedevolezza (o dissolvenza). Tale clausola di cedevolezza viene ammessa qualora lo Stato intervenga a modificare i principi di disciplina di una materia di competenza regionale e, al fine di garantire l'attuazione immediata dei nuovi principi, formulare una disciplina di dettaglio immediatamente operativa, idonea a disciplinare la materia fino a quando non sia sostituita da una legislazione regionale conforme ai nuovi principi.

### Contenuto e innovazioni
Il d.lgs. 81/2008 propone un sistema di gestione della sicurezza e della salute in ambito lavorativo preventivo e permanente, attraverso:
- l'individuazione dei fattori e delle sorgenti di rischio;
- la riduzione, che deve tendere al minimo del rischio, cioè al così detto "rischio residuo";
- il continuo controllo delle misure preventive messe in atto;
- l'elaborazione di una strategia aziendale che comprenda tutti i fattori di un'organizzazione (tecnologie, organizzazione, condizioni operative, ecc.)

La norma ha inoltre previsto, presso il Ministero del lavoro e delle politiche sociali, l'istituzione della Commissione consultiva permanente per la salute e sicurezza sul lavoro prevedendo tra le sue competenze l'elaborazione delle indicazioni necessarie alla valutazione del rischio da stress lavoro-correlato, e analizzando tutti i fattori che possano portare a possibili rischi. Il decreto ha inoltre definito in modo chiaro le responsabilità e le figure in ambito aziendale per quanto concerne la sicurezza e la salute dei lavoratori. Al testo degli articoli del decreto sono stati aggiunti altri 51 allegati tecnici che riportano in modo sistematico e coordinato le prescrizioni tecniche di quasi tutte le norme più importanti emanate in Italia dal dopoguerra ad oggi.

## Abrogazioni
Il nuovo Testo unico sulla sicurezza sul lavoro ha previsto l'abrogazione (con differenti modalità temporali) delle seguenti normative:
- D.P.R. 27 aprile 1955, n. 547
- D.P.R. 7 gennaio 1956 n. 164
- D.P.R. 19 marzo 1956, n. 303, fatta eccezione per l'articolo 64
- d.lgs. 15 agosto 1991, n. 277
- d.lgs. 19 settembre 1994, n. 626
- d.lgs. 14 agosto 1996, n. 493
- d.lgs. 14 agosto 1996, n. 494
- d.lgs. 19 agosto 2005, n. 187
- art. 36 bis, commi 1 e 2 del D.L. 4 luglio 2006 n. 223, convertito con modificazioni dalla L. 5 agosto 2006 n. 248
- artt. 2, 3, 5, 6 e 7 della L. 3 agosto 2007, n. 123.